# G-Police
G-Police (Government Police) è un videogioco di fantascienza del 1997 della Psygnosis e distribuito dalla SCEE che può essere inserito in diverse categorie, dallo sparatutto al simulatore di volo arcade.

## Il gioco
Il gioco (completamente tradotto in italiano) ricostruisce un ambiente futuristico alla Blade Runner da esplorare con alcune astronavi simili ad elicotteri senza eliche. I livelli del gioco sono città (con tanto di traffico, semafori e numerosi grattacieli) costruite all'interno di cupole sulla superficie di Callisto, uno dei satelliti di Giove. L'obiettivo è essenzialmente distruggere i nemici e riportare la pace su Callisto.
Sono state mosse diverse critiche al gioco:
1. la difficoltà nel maneggiare i veicoli, dovuta alla completa libertà di movimento fornita al giocatore: troppi tasti per compiere determinate azioni.
2. la limitata visibilità dell'ambiente tridimensionale. Questa particolarità (corretta in parte nel seguito, G-Police: Weapons of Justice) è dovuta alle tecnologie limitate utilizzate nella programmazione e nell'esecuzione del gioco. Altri giochi hanno utilizzato in passato questo stratagemma per non appesantire le fasi, creando in lontananza una specie di nebbia che nasconde gran parte dello scenario.

## Trama
Il gioco è ambientato nel futuro e lo scopo principale è distruggere i nemici a Callisto.

### Panoramica
Dopo che tutte le risorse della Terra sono state sfruttate fino all'esaurimento e l'umanità è arrivata sull'orlo del collasso, la ricerca di nuove risorse è diventata immediatamente una gara piena di tensioni tra le maggiori multinazionali, finché non è sfociata in una vera e propria guerra in cui entrambe le fazioni hanno schierato i interi contingenti militari per i propri scopi. Finita la guerra, le corporazioni hanno posto il divieto costruzione di incrociatori spaziali di classe superiore, per prevenire future escalation militari e per consolidare il proprio potere al di sopra dei governi terrestri, costretti a demilitarizzarsi. Le corporazioni hanno finito per insediarsi in tutti i mondi esterni e al governo della Terra è stato concessa l’autorizzazione a formare un corpo di polizia speciale per vigilare le colonie, la Government Police o G-Police, che al tempo presente è formata ormai solo da veterani ritirati e volontari idealisti che si arruolano per scappare dai propri problemi o sostenere la propria causa. Inoltre, è sotto molti aspetti evidente che la G-Police sia soggiogabile e affetta da corruzione,  facilmente disposta a chiudere un occhio sugli affari sporchi delle corporazioni, per non parlare delle poche risorse e velivoli a disposizione, di seconda mano e già abbondantemente utilizzati nelle guerre passate e rottami umani buoni solo ad uccidere, senza chiedersi il perché.

### Slater
Il giocatore prende i panni di Slater che sotto falso nome penetra nella G-Police per scoprire i motivi della scomparsa di sua sorella. Il rapporto ufficiale parla di suicidio, ma Slater è convinto che sia una bugia. Forse aveva scoperto qualcosa e qualcuno ha voluto tapparle la bocca. Il capo del distretto si accorge subito della falsa identità dell'uomo, ma non sembra che per lui faccia qualche differenza e lo inserisce all'interno della squadra, tenendolo comunque d'occhio.

## Struttura di gioco
Il giocatore dovrà pilotare l'Havoc e il Venom in 35 missioni, più alcune di allenamento e 6 segrete. Prima di ogni missione un briefing informa degli obiettivi primari e secondari da raggiungere, solitamente si tratta di identificare e abbattere un particolare nemico. Il giocatore può spostarsi tra le cupole attraverso dei particolari tunnel di collegamento e può ricaricare le armi una sola volta a missione su particolari piattaforme della G-Police.
I nemici possono essere sia astronavi che veicoli terrestri. Per questo il giocatore dispone di diverse armi, dalle bombe ai missili teleguidati. La barra di energia diminuisce ogni volta che si viene colpiti e si ricarica lentamente durante l'inattività. Le visuali di gioco comprendono una particolare visuale interna, come per gli sparatutto in prima persona e diverse visuali esterne.

## Armi utilizzabili
- Lavochkin GS45-80 30mm
- Henschel AAG-53E 25mm
- IR Seeking Air-To-Air Missile
- Hyper-Velocity Missile
- Henschel HS38 Firestreak Missile
- MATRA 973 Unguided Rocket
- Henschel Starburst Dispersion Missiles
- Cluster Bombs
- 500 kg Bomb
- 1000 kg Bomb
- Rothbart Optics BW26M 80GW Military Laser
- Villeneuve Industrie Plasma Launcher
- Rothbart Optics Electronic Pulse Paralyser
- Ground Unit Deployment Beacon
- Wingmen